# Consell econòmic, social i cultural de Còrsega
El Consell econòmic, social i cultural de Còrsega (CESCC) és un òrgan consultiu de la col·lectivitat territorial de Còrsega, es tracta d'un òrgan consultiu equivalent al Consell econòmic, social i mediambiental regional (CESER) present a les altres regions franceses. Està compost de 51 membres i dividit en dues seccions, una tracta els afers culturals i educatius i l'altre els afers econòmics i socials. Generalment només actua en cas que ho sol·licitin les altres dues institucions d'autogoven de Córsega, que són l'Assamblea i el Consell executiu. Sobretot és un òrgan consultat pel que fa a la preparació dels plans de desenvolupament regional. Una de les raons de ser d'aquest organisme és la voluntat de preservar "una economia identitària respectuosa de la seva cultura i les seves tradicions.